# جورج شيرمان لان
جورج شيرمان لان (بالإنجليزية: George Sherman Lane)‏ هو لغوي أمريكي، ولد في 28 سبتمبر 1902، وتوفي في 18 سبتمبر 1981 في تشابل هيل في الولايات المتحدة.